# Cleopatra africana
Cleopatra africana là một loài sên nước ngọt với một nắp, nằm trong lớp Chân bụng ở Động vật thân mềm ở họ (sinh học) Paludomidae.
Loài tìm thấy ở Kenya và Tanzania. Loài đặc hữu ở sông và đầm lầy.